# Testbench
En testbench er en opstilling af computerhardware. En testbench bruges ofte til at teste hardware, hvis der er mistanke til en hardwarefejl, og man kan benytte opstillingen til at få hurtig adgang til sit hardware.
I tilfælde af at man har købt nyt hardware eller en hel ny maskine, kan man opstille sin computer på en testbench for at teste om det virker sammen og om alt fungerer som det skal.
Testbenchen er også god, hvis man har købt ny køling, såsom vandkøling eller kompressorkøling. Vandkøling skal nemlig helst gerne stå i 24 timer eller et døgn, og testes for utætheder 
Endelig er der nørden, der går op i overclocking, også kaldet OC. Han/hun kan opstille sin computer med køling i et sikkert miljø og langsomt takke hastighedden op på sit hardware.